# Allium scaberrimum
Allium scaberrimum là một loài thực vật có hoa trong họ Amaryllidaceae. Loài này được M.Serres mô tả khoa học đầu tiên năm 1857.